# Petrovce (Sobrance)
Petrovce es un municipio del distrito de Sobrance en la región de Košice, Eslovaquia, con una población estimada a final del año 2024 de 211 habitantes.
Se encuentra ubicado al noreste de la región, en la cuenca hidrográfica del río Bodrog (afluente derecho del Tisza) y cerca de la frontera con la región de Prešov y Ucrania.

## Demografía
| Año        | 1994 | 2004     | 2014    | 2024    |
| ---------- | ---- | -------- | ------- | ------- |
| Población  | 306  | 234      | 214     | 211     |
| Diferencia |      | −23,52 % | −8,54 % | −1,40 % |

| Año        | 2023 | 2024    |
| ---------- | ---- | ------- |
| Población  | 207  | 211     |
| Diferencia |      | +1,93 % |